# Andohajango
Andohajango est une commune Rurale malgache située dans la partie sud-est de la région de Sofia.